# 11-Septembre - Dans les tours jumelles
Pour plus de détails, voir Fiche technique et Distribution.
11-Septembre - Dans les tours jumelles (titre original en anglais: 9/11: The Twin Towers) est un documentaire télévisé britannique de Richard Dale sur les attentats du 11 septembre 2001. Il est produit par la société de production Dangerous Films. Il a été diffusé pour la première fois le 3 septembre 2006 sur la chaîne de télévision américaine Discovery Channel, puis le 7 septembre sur la chaîne britannique publique BBC One.
Le documentaire décrit le déroulement chronologique du drame à travers le destin de plusieurs des protagonistes. Il se présente en partie sous la forme d'un docufiction : les événements, remis en scène et joués par des acteurs, alternent avec les témoignages des survivants de l'attentat. Se mêlent à la fois images d'archives, événements reconstitués et entretiens.
Le film a été plusieurs reprises sélectionné et récompensé. Il a notamment remporté d'un British Academy Television Award, et a été sélectionné aux Emmy Awards en 2007.

## Distribution
Le documentaire est composé de plusieurs séquences mises en scènes et jouées par des acteurs reproduisant des situations vécues à l'intérieur des tours. Les survivants, et certaines des victimes, sont jouées par des acteurs.
Dans la version française, l'acteur Jean Reno assure le commentaire du documentaire.
Acteurs
- William Hope : dans le rôle d’Harry Ramos
- Robert Ashe : dans le rôle de Victor Wald
- François Chau : dans le rôle de Hong Zhu
- Stuart Milligan : dans le rôle de Frank De Martini
- Denica Fairman : dans le rôle de Nicole De Martini
- Teddy Kempner : dans le rôle de Pablo Ortiz
- Sakalas Uzdavinys : dans le rôle de Mak Hanna
- John Wesley (Acteur) : dans le rôle de Al Smith
- Serge Soric : dans le rôle de Jan Demczur
- Nate Reese : dans le rôle de Stanley Praimnath
- Robert Jezek : dans le rôle de Brian Clark
- Richard Laing : dans le rôle du Capitaine Jay Jonas
- Alibe Parsons : dans le rôle de Joséphine Harris
- Miquel Brown : dans le rôle de Dianne DeFontes
- Trevor White : dans le rôle de Rick Bryan
- Debora Weston : dans le rôle d’Alayne Gentul
- Andrius Zebrauskas : dans le rôle d’Ed Emery
- Antony Edridge : dans le rôle de Male Delegate
- Charlotte Comer : dans le rôle de Melanie de Vere
- Laurel Lefkow : dans le rôle de Christine Olender
- Suzette Llewellyn et Eleanor Matsuura : les Opératrices du centre de sécurité de la Tour Nord

Interviewés
- Hong Zhu : Survivant du 11-Septembre
- Jay Jonas : Pompier de New York, survivant
- Al Smith : Survivant du 11-Septembre
- Jan Demczur : Survivant du 11-Septembre
- Paul De Martini et Nina De Martini : Frère et Sœur de Francis (Frank) Albert De Martini, décédé dans les attentats
- Rick Bryan : Survivant du 11-Septembre
- Stella Olender : Mère de Christine Anne Olender, décédée dans l'attentat de la Tour Nord
- Stanley Praimnath : Survivant du 11-Septembre
- Dianne DeFontes : Survivante du 11-Septembre
- Brian Clark : Survivant du 11-Septembre
- Jack Gentul : Époux d'Alayne Gentul, décédée dans l'attentat de la Tour Sud
- Rebecca Clemento  : Femme de Victor Wald
- Josephine Harris : Survivante du 11-Septembre
- Thomas Kean : président de la Commission nationale sur les attaques terroristes contre les États-Unis

## Diffusion
Le documentaire a été diffusé dans plusieurs pays, sous différents noms. Il a notamment été diffusé, pour la première fois :
- aux États-Unis, le 3 septembre 2006, sur la chaîne Discovery Channel.
- en France, le 4 septembre 2006, sur la chaîne France 2.
- au Royaume-Uni, le 7 septembre 2006, sur la chaîne BBC One.
- au Canada, le 11 septembre 2006, à Radio-Canada.
- en Allemagne, le 11 septembre 2006.
- en Hongrie, le 10 septembre 2007.
- en Finlande, le 11 septembre 2007.